# Pag
Die kroatische Insel Pag (deutsch veraltet auch Baag, italienisch Pago) liegt in der Adria nördlich von Zadar in Norddalmatien. Pag hat eine Länge von 58,25 Kilometern und ist mit 284,18 Quadratkilometern der Fläche nach die fünftgrößte Insel der Adria. Insgesamt hat die zwei bis zehn Kilometer breite Insel ungefähr 8400 Einwohner. Die größten Orte der Insel sind die traditionelle Inselhauptstadt Pag sowie Novalja.

## Geographie und Geologie
Die Küstenlänge beträgt 302,47 Kilometer, davon sind 84 Kilometer Sand- und Kieselstrände. Neben der Hauptinsel gruppieren sich einige Eilande. Darunter die Eilande an der SW Spitze Veli Svitavac (bis 1945 otok Sv. Pavle) und Mali Sikavac (bis 1945 otok Čikovac), die nur durch eine seichte Durchfahrt getrennt sind. Auf Veli Sikavac wurde seit 2012 ein großes byzantinisches Kastron von 5000 m² freigelegt, das unter Justinian I. im 6. Jahrhundert gegründet wurde.
Die Flora auf Pag ist geprägt von Steineichen, Pinien, Schilf und Olivenbäumen, aber auch Aleppo-Kiefern wachsen dort. Die zahlreichen Schafe ernähren sich vornehmlich von Kräutern wie zum Beispiel Salbei und Thymian, die sie auf der felsigen Oberfläche der Insel vorfinden. Zudem wächst Bambus in großer Fülle auf Pag.
Der nördliche langgezogene und schmale Teil der Insel Pag besteht gänzlich aus einem kreidezeitlichen Kalkstein. Etwa ab der Stadt Novalja treten in südöstliche Richtung eozäne Kalke, meist Nummulitenkalksteine als Randfazies hinzu. Im nahen Umfeld der Stadt Pag und hier an beiden Küstenstreifen des Paški Zaljev (italienisch Vallone di Pago) entwickeln sich die Eozänkalksteine etwas stärker und bilden in südöstliche Richtung die tieferen Talflanken der Bucht Solana (italienisch Valle delle Saline) und ihrer morphologischen Fortsetzung der Uvala Dinjiška bis in die Umgebung des Ortes Vlašići. Die Talböden in den landseitigen Fortsetzungen beider Buchten sind mit quartären Sedimenten bedeckt. Im südwestlichen Zipfel der Insel, der vom Ort Povljana bis zum Kap Prutna reicht, sind eozäne Kalksteine das überwiegend anstehende Gestein. Auf der langgestreckten und differenziert gegliederten Insel Pag bleiben Kalksteine aus der Kreidezeit am Gebirgsaufbau jedoch dominant vertreten.

## Politische Gliederung
Politisch gehört der nördliche Teil der Insel (die Stadt Novalja) zur Gespanschaft Lika-Senj, der südliche Teil (die Stadt Pag und die Gemeinden Kolan und Povljana) zur Gespanschaft Zadar.

## Wirtschaft und Verkehr

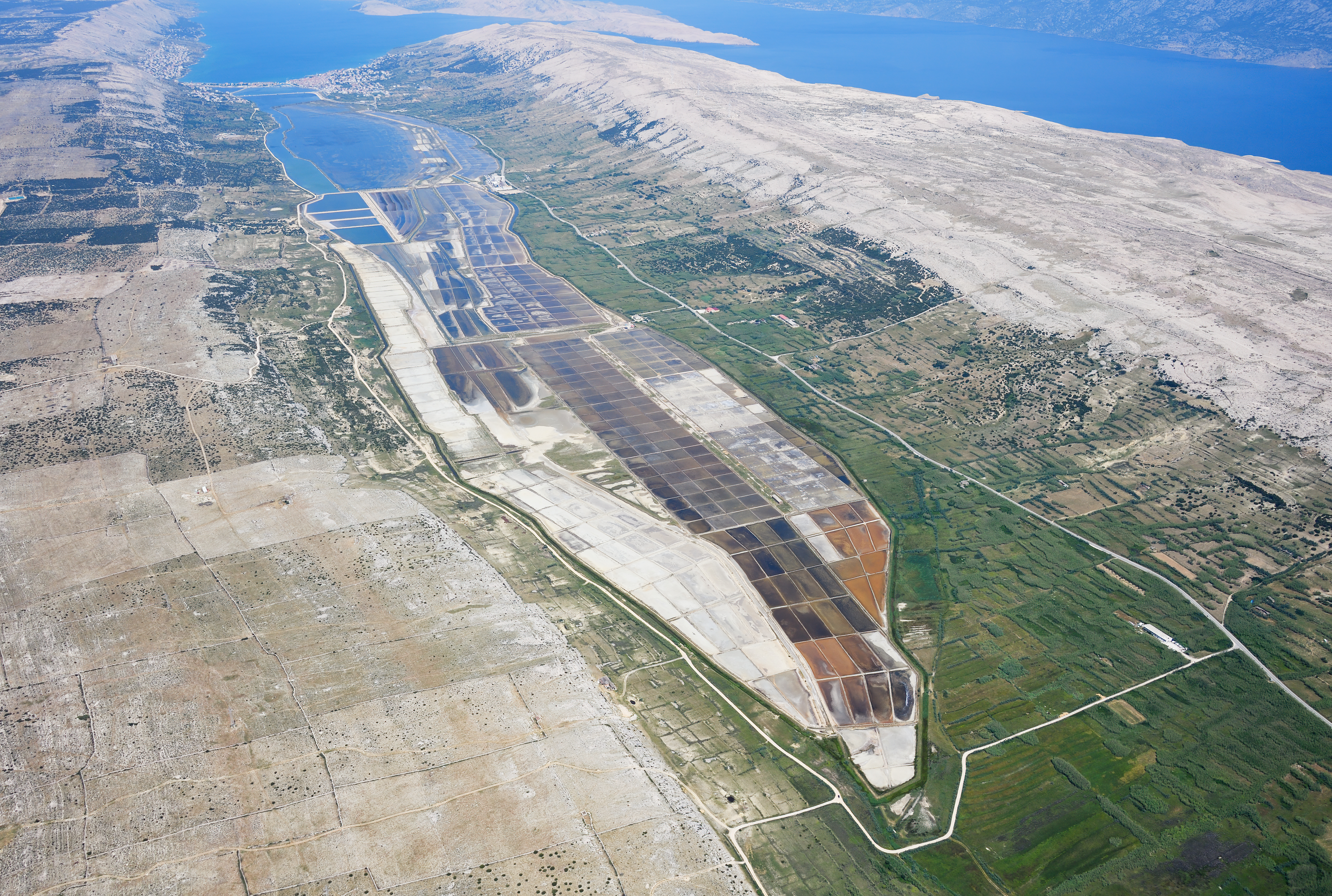
Luftbild der Saline von Pag

Neben der Fischerei und der Meersalzgewinnung spielen der Weinbau und der Tourismus eine wichtige wirtschaftliche Rolle. Die Saline von Pag existiert seit 999. Die dort angesiedelte Salzfabrik ist mit einer Jahresproduktion von etwa 30.000 Tonnen die größte Salzproduktionsstätte in Kroatien. Der Paški sir (Pager Käse) ist eine international bekannte Käsespezialität. Typisch für die Pflanzenwelt sind tausendjährige Olivenbäume, die sich über das nördliche Insel-Ende nahe dem Städtchen Lun erstrecken. Aus den Oliven wird in einer kleinen Fabrik Olivenöl für den Verkauf hergestellt.

### Tourismus
Durch den Kroatienkrieg zu Beginn der 1990er Jahre war der Tourismus auf Pag de facto ausgesetzt. Erst zur Jahrtausendwende konnte er sich wieder erholen. Tourismuszentren der Insel sind die Orte Novalja und Pag. Am Partystrand Zrće werden von Mai bis August Festivals veranstaltet.

### Verkehrsanbindung
Pag ist seit 1968 durch die 280 Meter lange und jetzt 10,5 Meter breite Pag-Brücke im Süden der Insel mit dem Festland verbunden. Auf Höhe von Novalja gibt es eine Auto-Fährverbindung zum Festland (Prizna–Žigljen). Außerdem gibt es diversen Personenfährverkehr zur Insel Rab, nach Zadar und nach Rijeka.

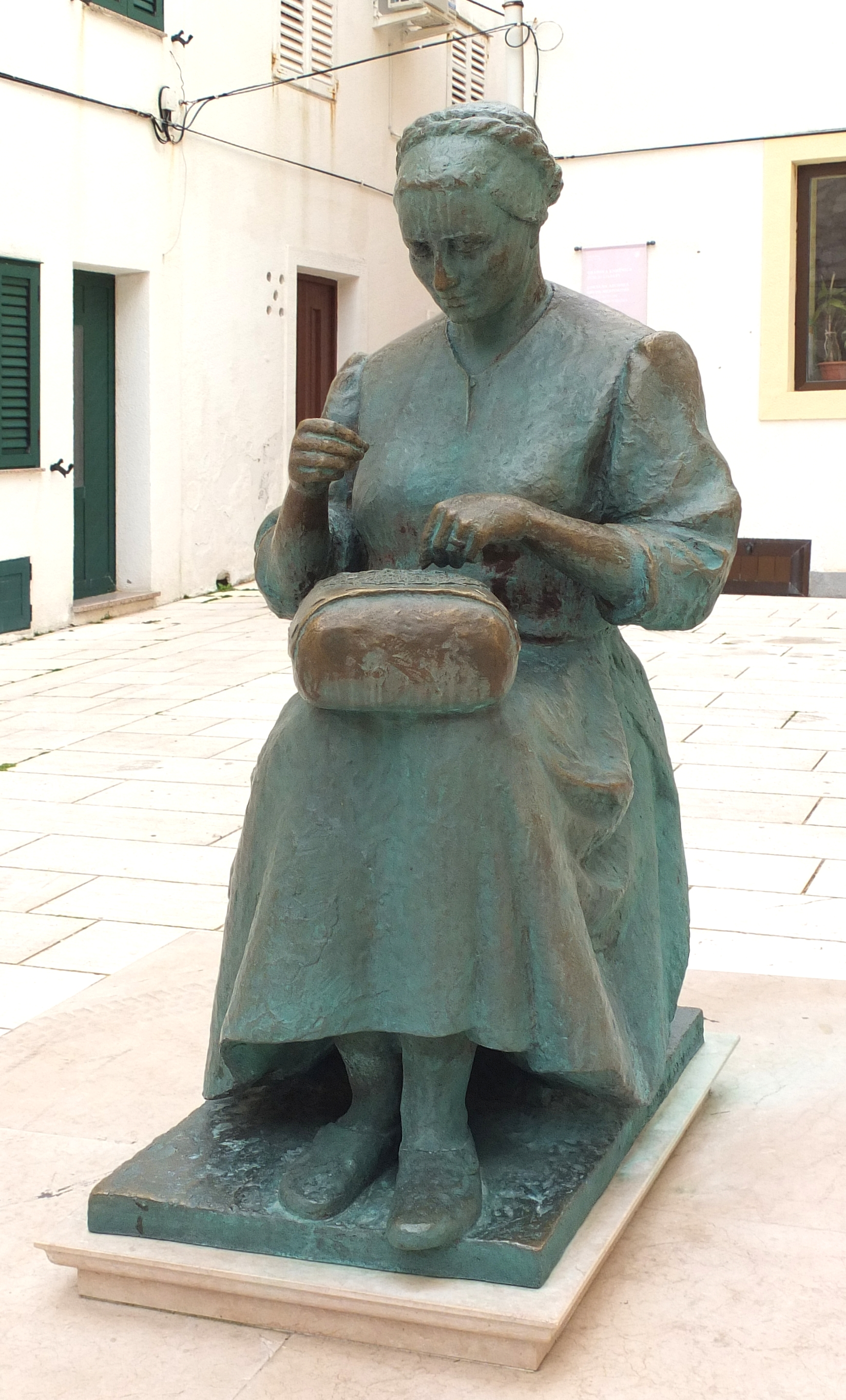
Bronzestatue einer Pager Spitzenklöpplerin in Pag (Stadt)

## Kultur
Auf Pag hat die Anfertigung von Spitze (Nähspitze) eine sehr lange und weit verbreitete Tradition. Die Pager Spitzen sind ein beliebtes Souvenir. In Pag-Stadt gibt es ein sehenswertes Museum zur Geschichte der Pager Spitze.
Eine Sehenswürdigkeit stellt die spätgotische Basilika auf dem Hauptplatz der Stadt Pag dar, welche Mariä Himmelfahrt geweiht ist.
Nahe der „neuen“ Stadt Pag an den westlichen Hügeln der Saline liegt Stari Grad Pag (die alte Stadt Pag). Dort sind eine alte Kirche und Ruinen der früheren Siedlung zu sehen.

## Geschichte
Am 25. Juni 1941 errichtete das faschistische Ustascha-Regime in der Bucht Slano bzw. Slana nahe der Stadt Pag das Konzentrationslager Slana, in dem Tausende Juden, Serben und regimekritische Kroaten ums Leben kamen. Später kam im Ort Metajna ein zweites Lager – für Frauen und Kinder – dazu, das KZ Metajna. Die Opfer wurden oft auf bestialische Weise umgebracht und danach in Gruben oder ins Meer geworfen. Die beiden Lager wurden aufgelöst, nachdem Ende August 1941 die Insel an italienische Streitkräfte übergeben wurde. Die Überlebenden wurden größtenteils ins kroatische Konzentrationslager Jasenovac transportiert.

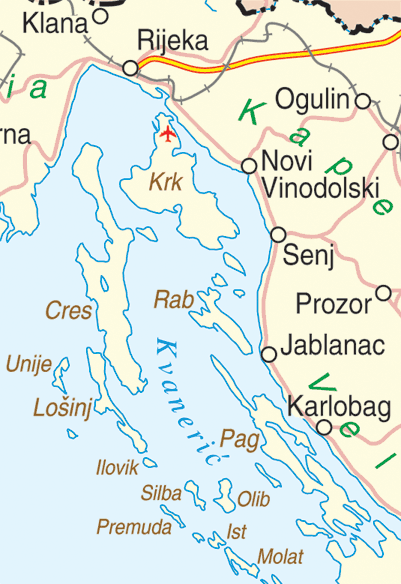
Karte der Kvarner-Bucht
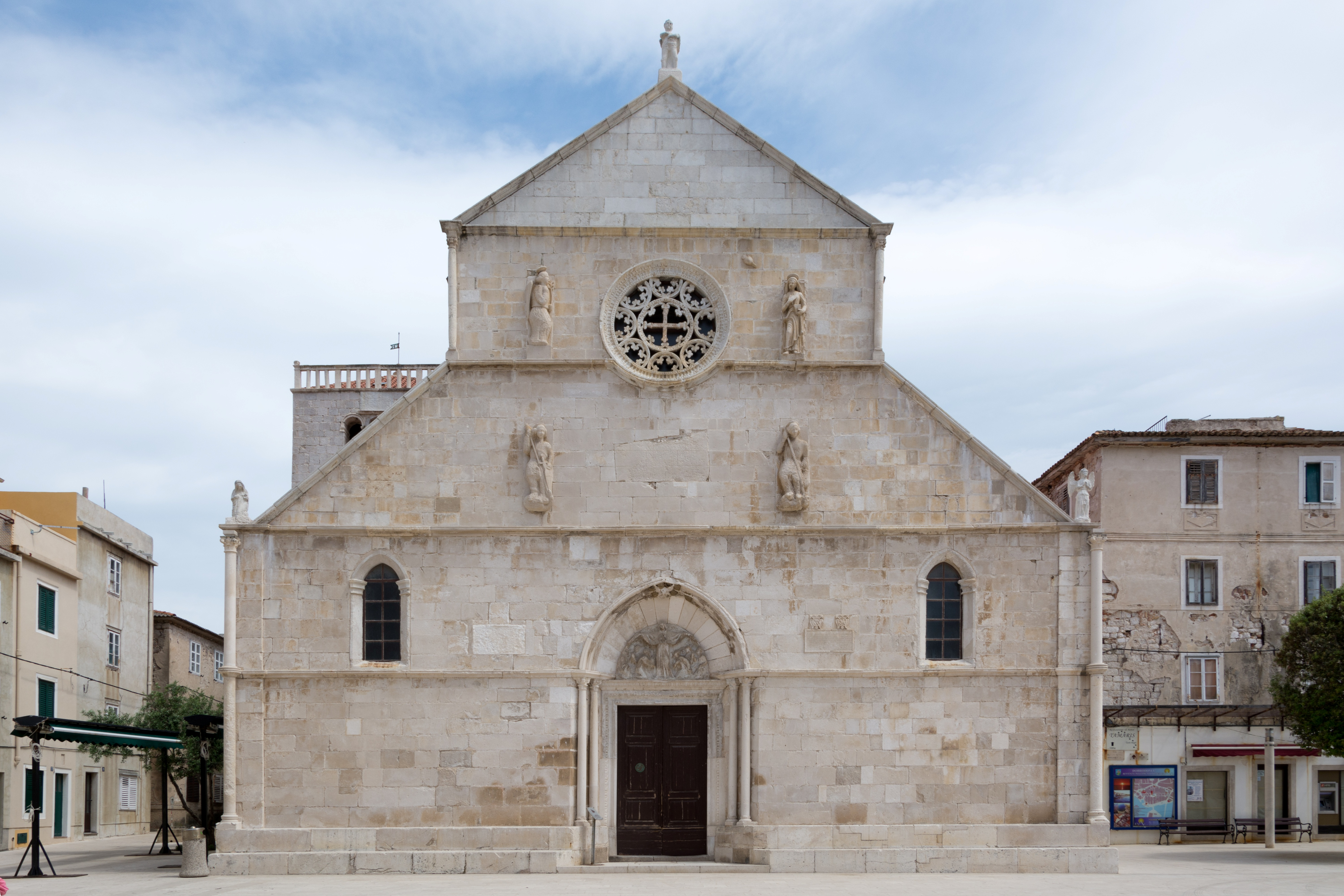
Die Basilika Maria Himmelfahrt
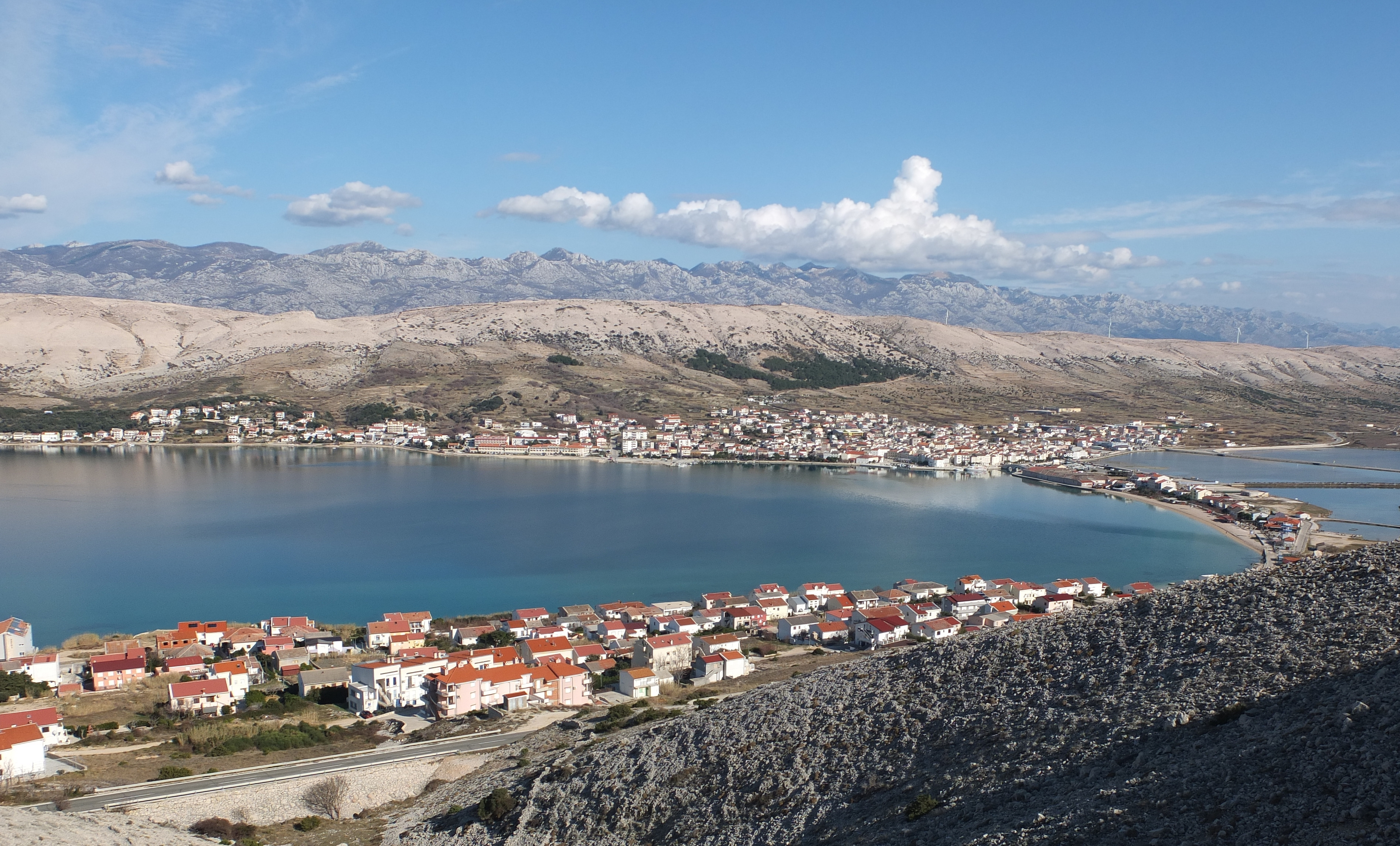
Ansicht der Stadt Pag von Westen
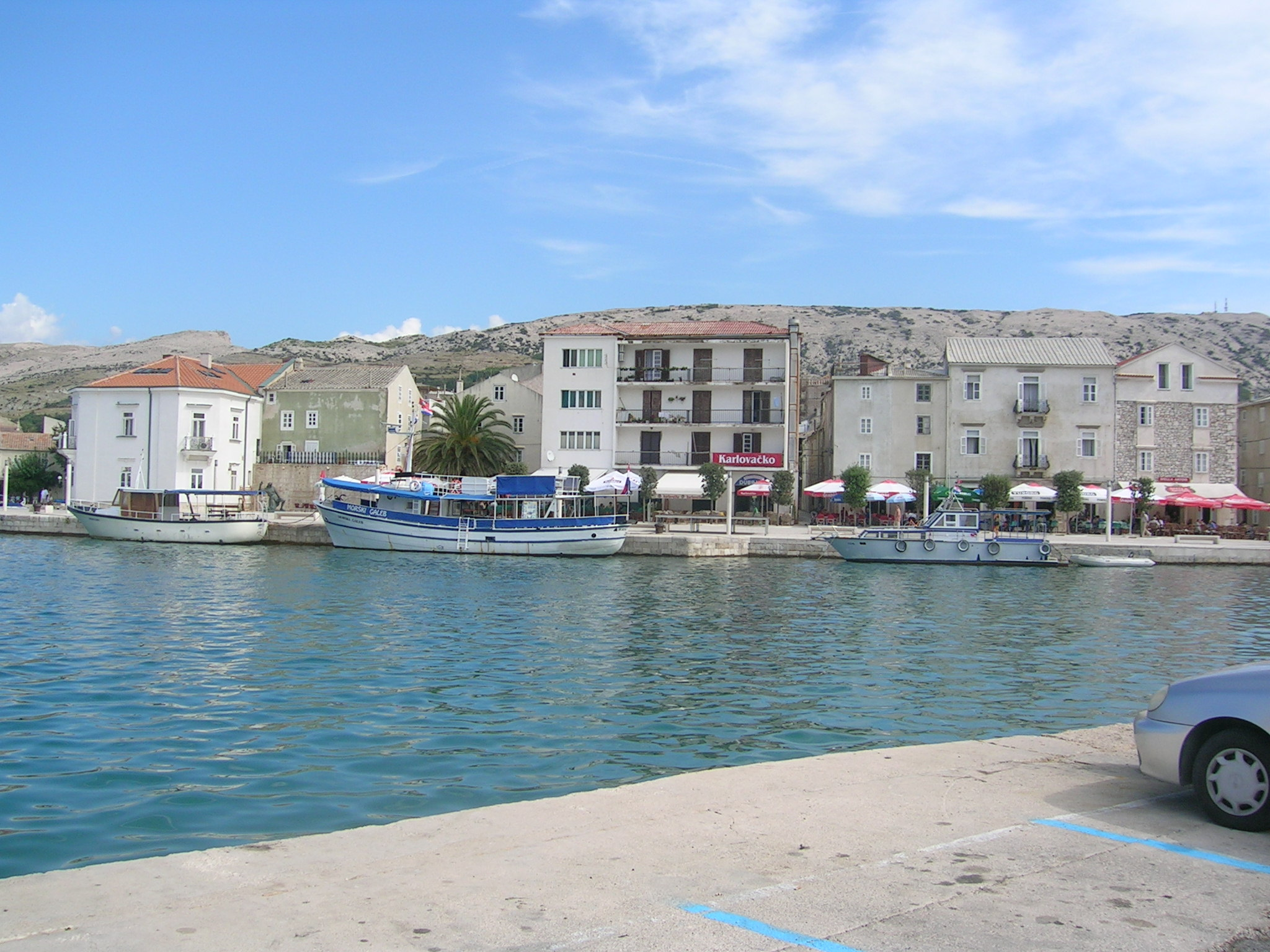
Blick auf die Pager Promenade
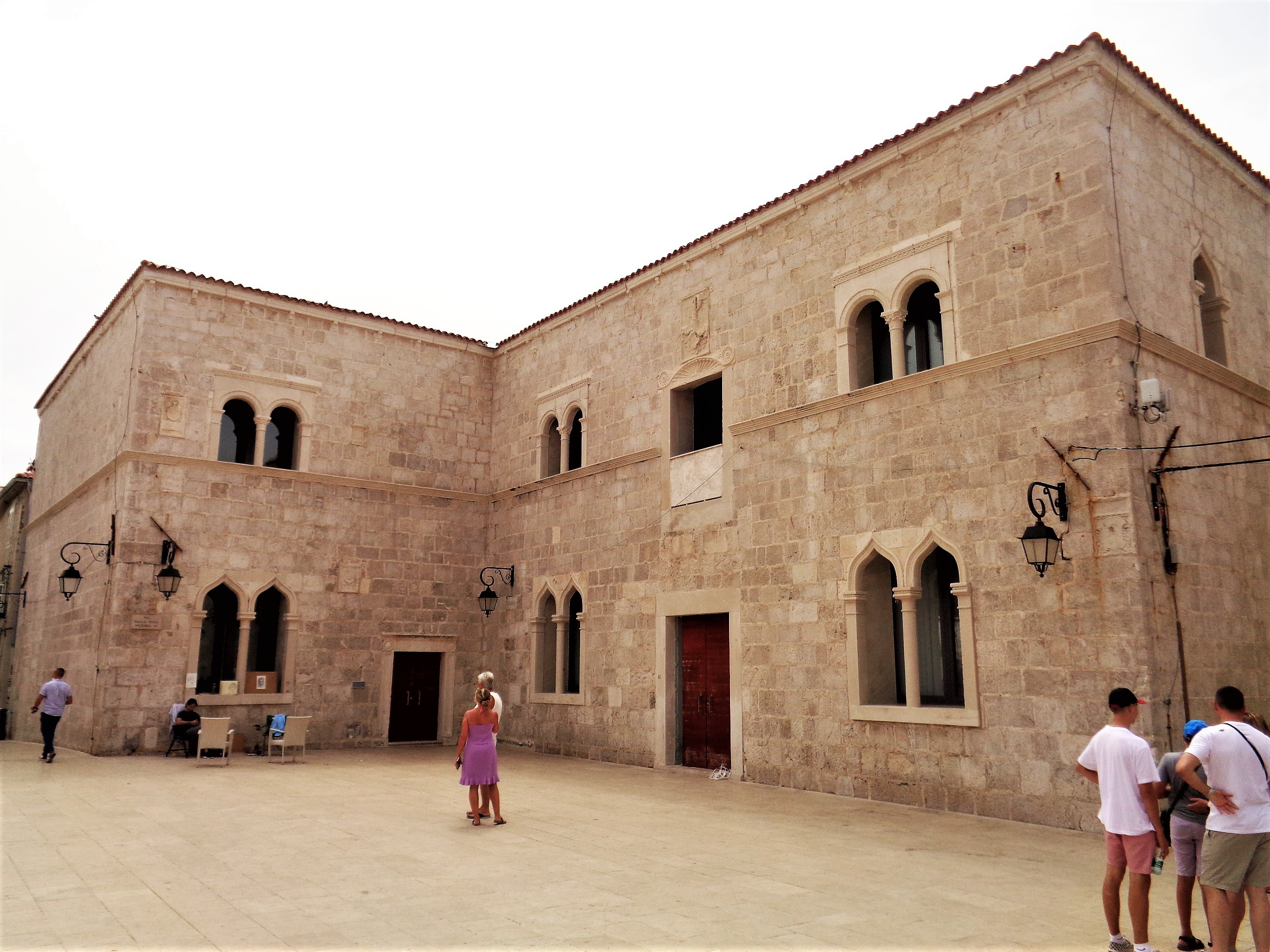
Rektorenpalast in der Stadt Pag
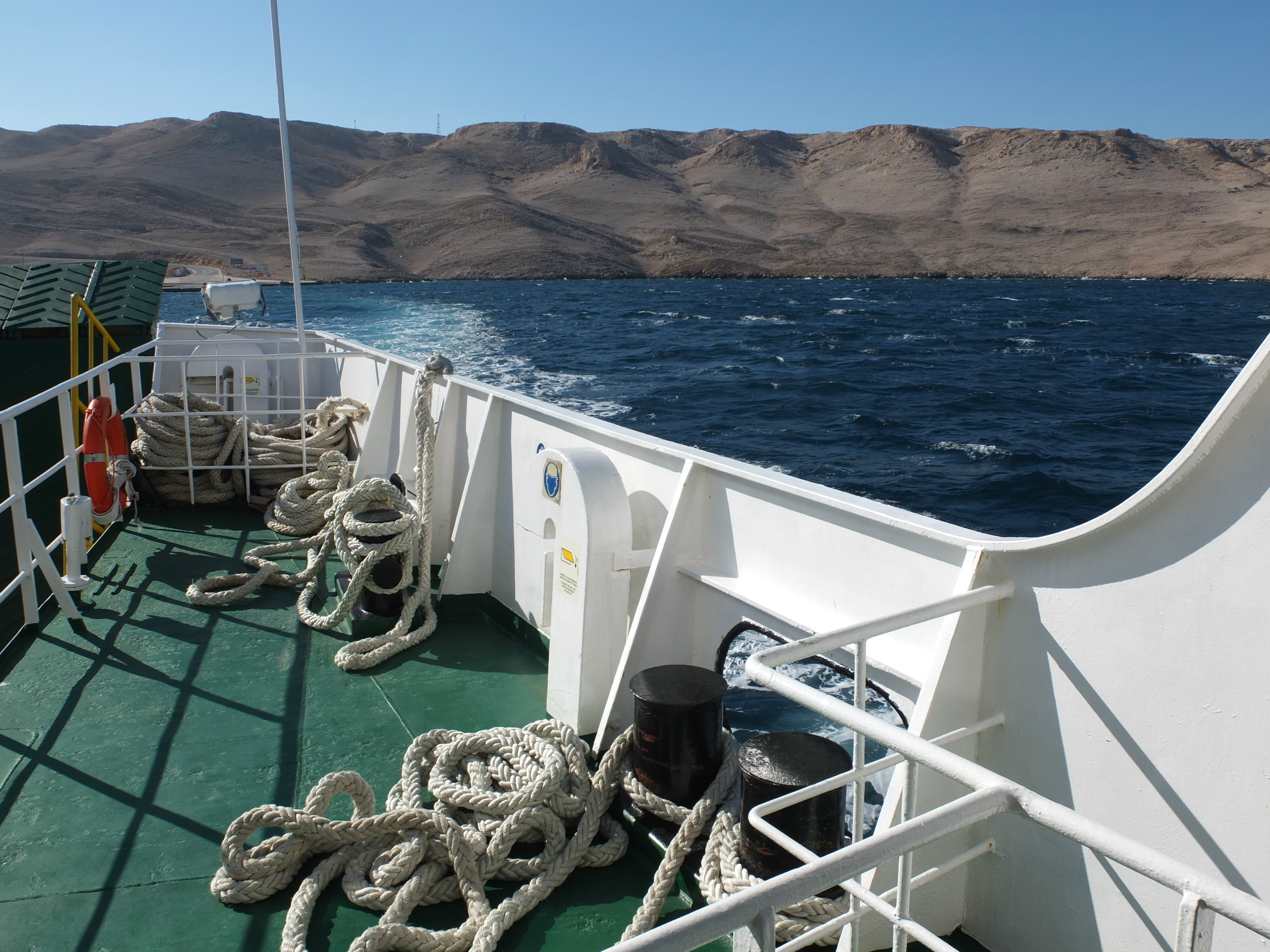
Fähre von Prizna (Festland) nach Žigljen (Insel Pag), im Hintergrund die Ostküste der Insel Pag
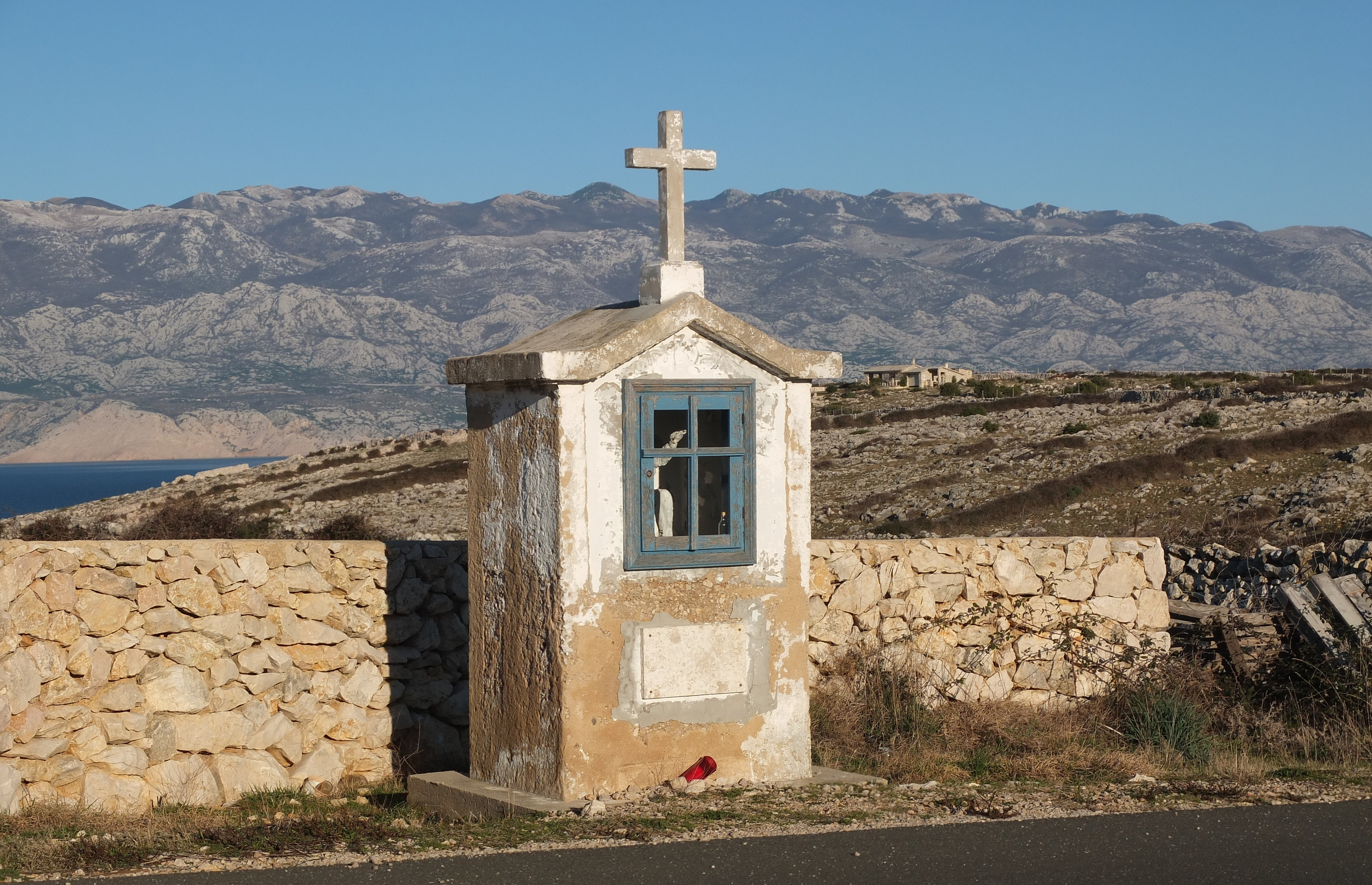
Typische Wegekapelle in der Nähe von Novalja
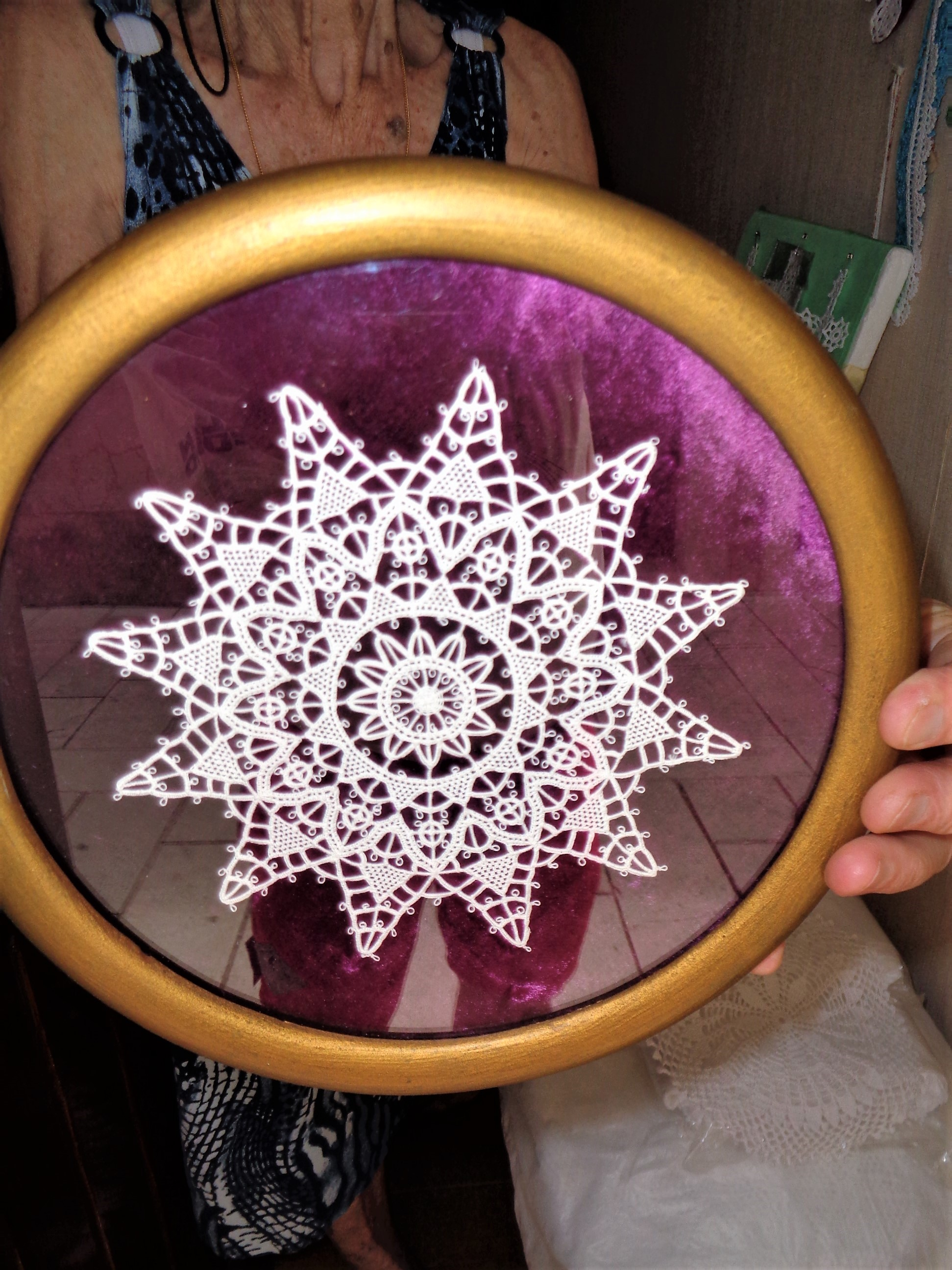
Pager Spitze
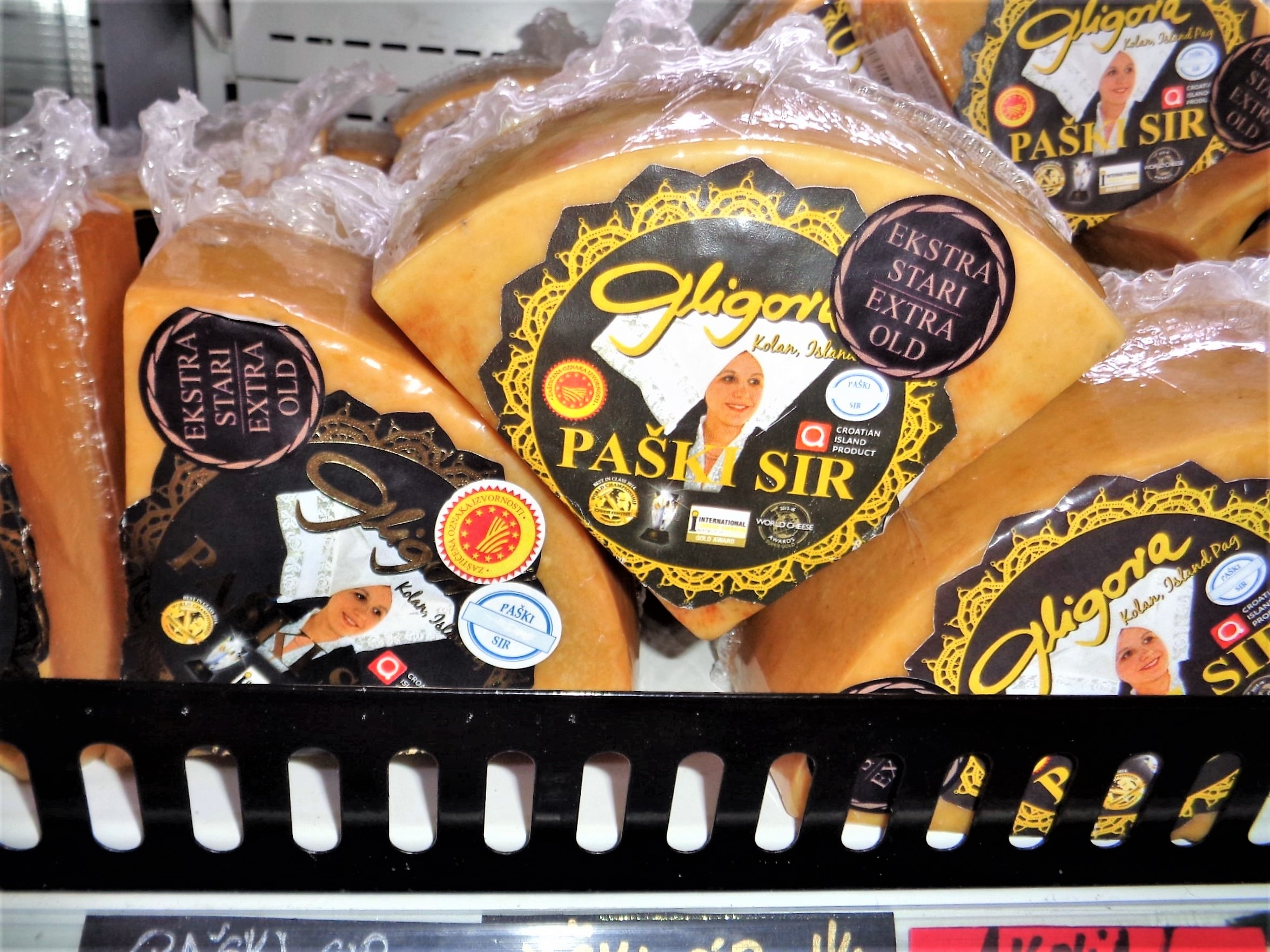
Pager Käse
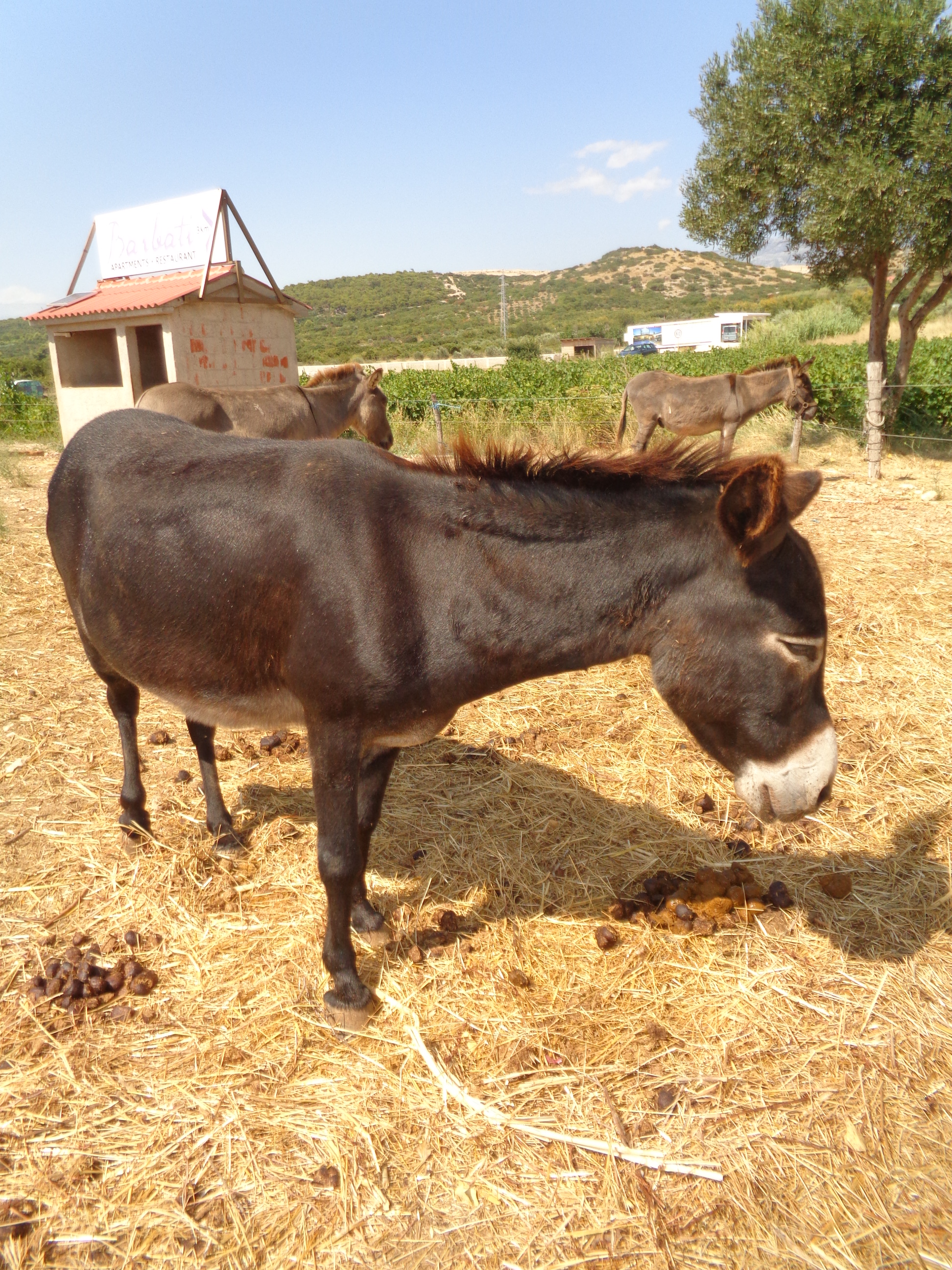
Kleine Esel-Farm auf der Insel